# Ceratostrotia rubidata
Ceratostrotia rubidata är en fjärilsart som beskrevs av W. Warren 1913. Ceratostrotia rubidata ingår i släktet Ceratostrotia och familjen nattflyn. Inga underarter finns listade i Catalogue of Life.